# Wu Yanni
Wu Yanni (em chinês:  吴艳妮; pinyin: Wú Yànnī; Zigong, 28 de julho de 1997) é uma atleta chinesa de atletismo. Ela é multicampeã nacional chinesa nos 100 metros com barreiras.

## Início da vida
Wu nasceu em Zigong, uma cidade no sul de Sichuan. Iniciou sua carreira no atletismo em Neijiang antes de se mudar para estudar na Universidade de Esportes de Pequim.

## Carreira
Em 15 de setembro de 2016, enquanto representava a equipe de Sichuan nos 100 m com barreiras femininos no Campeonato Nacional de Atletismo de 2016, conquistou o terceiro lugar com um tempo de 13,58 segundos. Em 4 de setembro, nos 13º Jogos Nacionais, realizados em Tianjin, conquistou o terceiro lugar com um tempo de 13,36 segundos. Conquistou o título nacional chinês nos 100 m com barreiras em 2023. Classificou-se para a final do Campeonato Asiático de Atletismo de 2023, realizado em Bangkok, mas foi desclassificada na final devido a uma falsa partida. Yanni ganhou a prata nos 100 m com barreiras feminino na Universíada em Chengdu, em agosto de 2023, atingindo seu melhor tempo pessoal nas semifinais de 12,85 segundos, antes de quebrá-lo novamente mais tarde naquele dia na final, onde marcou um tempo de 12,76 segundos.
Durante a final dos 100 metros com barreiras femininos do atletismo nos Jogos Asiáticos de 2022, Wu foi desclassificada por sua falsa partida.
Ela foi selecionada para o Campeonato Mundial de Atletismo em Pista Coberta de 2024, em Glasgow, para competir nos 60 metros com barreiras femininos, onde alcançou o melhor tempo pessoal de 8,12 segundos.
Ela venceu os 100 metros com barreiras no evento World Continental Tour Gold, em Tóquio, em 19 de maio de 2024. Ela estabeleceu um novo recorde pessoal de 12,74 segundos nos 100 metros com barreiras para vencer o Campeonato Chinês de Atletismo em junho de 2024. Ela foi nomeada para a equipe chinesa para as Olimpíadas de Paris de 2024. Nas Olimpíadas, Wu ficou em sexto lugar em seu grupo com um tempo de 12,97 segundos nas eliminatórias e em quarto lugar em seu grupo com um tempo de 12,98 segundos na rodada de troca, mas ainda assim criou o melhor resultado para uma atleta chinesa nos 100 m com barreiras feminino.
Ela se classificou para as semifinais dos 60 metros com barreiras no Campeonato Mundial de Atletismo em Pista Coberta de 2025, em Nanquim, onde correu um recorde nacional de 8,01 segundos, perdendo uma vaga na final diante de sua torcida local por 0,01 segundo.

## Vida pessoal
Ela foi apelidada de "deusa chinesa do atletismo" e atraiu a atenção das redes sociais devido à sua personalidade extrovertida e às tatuagens no corpo, que ela afirma serem um símbolo de sua autoconfiança.